# Municipio de Deer Creek (Ohio)
El municipio de Deer Creek (en inglés: Deer Creek Township) es un municipio ubicado en el condado de Madison en el estado estadounidense de Ohio. En el año 2010 tenía una población de 933 habitantes y una densidad poblacional de 11,53 personas por km².

## Geografía
El municipio de Deer Creek se encuentra ubicado en las coordenadas 39°56′34″N 83°23′57″O / 39.94278, -83.39917. Según la Oficina del Censo de los Estados Unidos, el municipio tiene una superficie total de 80.89 km², de la cual 80,83 km² corresponden a tierra firme y (0,08 %) 0,06 km² es agua.

## Demografía
Según el censo de 2010, había 933 personas residiendo en el municipio de Deer Creek. La densidad de población era de 11,53 hab./km². De los 933 habitantes, el municipio de Deer Creek estaba compuesto por el 95,5 % blancos, el 1,71 % eran afroamericanos, el 0,21 % eran amerindios, el 0,54 % eran asiáticos, el 0,11 % eran isleños del Pacífico y el 1,93 % eran de una mezcla de razas. Del total de la población el 0,21 % eran hispanos o latinos de cualquier raza.